# Pokémon Red og Blue
Pokémon Red Version and Pokémon Blue Version er rollespil fra 1996 udviklet af Game Freak og udgivet af Nintendo til Game Boy. De er de første spil i Pokémon-spilserien. De blev oprindeligt udgivet i 1996 under navnene Pokémon Red (ポケットモンスター 赤 Poketto Monsutā Aka, "Pocket Monsters Red") og Pokémon Blue (ポケットモンスター 緑 Poketto Monsutā Midori, "Pocket Monsters Green"), mens special-udgaven Pokémon Blue (ポケットモンスター 青 Poketto Monsutā Ao, "Pocket Monsters Blue") blev udgivet senere samme år i Japan. Spillene blev senere udgivet som Pokémon Red og Pokémon Blue i Nordamerika og Australien i 1998 og efterfølgende i Europa i 1999.
Uden for Japan er Pokémon Red og Pokémon Blue opbygget på Blue, men struktureret som Red og Green.
I spillet findes der i alt  151 Pokémon, hvoraf nogle dog skal byttes fra det andet spil, mens en enkelt, Mew, kun kan fås gennem en Nintendo Event eller igennem en glitch. Sådan et event blev afholdt i Danmark, hvor Bergsala rejste rundt og uddelte dem gratis.

## Handling

### Kontekst
Pokémon Red og Blue foregår i Kanto-regionen, som er en fiktiv udgave af den japanske Kanto-region. Dette er én af flere, som set senere i serien, region med varierende geografiske habitater, som er hjem til 151 forskellige Pokémon-arters, samt menneskebeboede byer og de ruter, der forbinder dem med hinanden. Nogle områder bliver først tilgængelige, når spilleren opnår et bestemt objekt eller lærer én af sine Pokémon en af adskillige evner, med hvilke spilleren kan forcere eller fjerne forhindringer på sin vej. Kanto har adskillige lokationer: Pallet Town, Viridian City (トキワシティ Tokiwa City), Pewter City (ニビシティ Nibi City), Cerulean City (ハナダシティ Hanada City), Vermillion City (クチバシティ Kuchiba City), Lavender Town, Celadon City (タマムシシティ Tamamushi City), Fuchsia City (セキチクシティ Sekichiku City), Saffron City (ヤマブキシティ Yamabuki City), Cinnabar Island (グレンじま Guren Island), Seafoam Islands (ふたごじま Twin Islands) og Indigo Plateau. Otte af byerne har hver én Gym Leader, der agerer som en udfordring, som spilleren må besejre for at få deres emblem. Områder, hvor spilleren kan fange Pokémon, varierer fra skove og grotter til havet, og hvert område har forskellige Pokémon, som er bedst egnet til det habitat, som de bor i. For eksempel kan vand-Pokémonen Tentacool kun fanges ved enten at fiske eller ved at bevæge sig ud på vandet, mens Zubat kun kan fanges i grotter.

### Historie
Spilleren begynder i sin hjemby Pallet Town. Efter at have bevæget sig ud i det høje græs, bliver spilleren stoppet af Professor Oak, en berømt Pokémon-forsker. Professor Oak forklarer over for spilleren, at Pokémon bor deri, og at det kan være farligt at blive konfronteret af en. Han fører spilleren tilbage til sit laboratorie, hvor spilleren møde Oak's barnebarn, en anden, rivaliserende Pokémontræner. Spilleren og rivalen får besked på at vælge en starter-Pokémon til at tage med sig på deres rejse med Bulbasaur, Squirtle og Charmander som valgmuligheder. Oaks barnebarn vælger altid dén Pokémon, som har en type-fordel over for spillerens Pokémon. Derefter udfordrer han spilleren til en dyst med deres nytilegnede Pokémon, og udfordrer spilleren efter visse punkter gennem spillet.
Mens spilleren besøger regionens byer, bliver spilleren præsenteret for specielle institutioner kaldet Gyms. Inde i disse bygninger kan spilleren finde Gym Leaders, én for i hvert Gym, som spilleren må besejre for at opnå 8 emblemer. Når spilleren har alle otte emblemer, så har han tilegnet sig adgang til Indigo Plateau, hvor regionens Elite Four hører til, som består af fire af regionens stærkeste trænere, samt den nuværende mester: spillerens rival. Derudover kommer spilleren spillet igennem til at kæmpe mod Team Rocket, en kriminel organisation, som mishandler Pokémon for egen vinding. De har adskillige planer for at stjæle sjældne Pokémon, som spilleren må forhindre.

## Versionsforskelle
Pokémon Blue og Pokémon Red er udgivet som to forskellige spil, men er reelt ens. Der er tre forskelle mellem de to spil.
Den første er kasseternes udseende. Det er ikke det store, men det gør dem let at kende fra hinanden. Pokémon Blue har en blå kassette med en Blastoise på forsiden, mens Pokémon Red har en rød kassette med en Charizard.
Den anden forskel er, de navne, der bliver foreslået til ens person i starten af spillet. I Pokémon Blue bliver man foreslået at hedde Gary og ens rival Ash, mens man i Pokémon Red bliver foreslået at hedde Ash og ens rival Gary.
Den tredje forskel er de Pokémon man kan fange. Langt størstedelen af de Pokémon, man kan fange i de to spil er ens, men der er to set bestående af 11 Pokémon hver, der kun kan fås i den ene eller anden version. Dette betyder, man skal bruge begge versioner for at få alle Pokémon.

## Bytning
I Pokémon-spillene, kan man bytte sine Pokémon'er med andre Pokémon spil. Grundlæggende er der to måder at bytte på. Enten kan man bytte med et andet Game Boy spil eller et spil til Nintendo 64.
For at bytte med et andet Game Boy spil, skal man bruge to Pokémon spil, to Game Boy'er og et link kabel. I Pokémon Red og Blue er det muligt at bytte Pokémon med Pokémon Blue, Pokémon Red, Pokémon Yellow, Pokémon Silver og Pokémon Gold. Der er ingen begrænsninger på, hvilke Pokémon man kan bytte fra Pokémon Blue til de andre spil. Dog er det ikke alle Pokémon fra Pokémon Silver og Pokémon Gold, der kan byttes til Pokémon Blue, hvilket skyldes, at der er Pokémon med i Silver og Gold, der ikke er i Pokémon Blue.
Når man bytter mellem disse spil, skal begge spil afgive en Pokémon som det andet spil får.
For at bytte med en Nintendo 64, skal man bruge Pokémon Red eller Blue, en Nintendo 64, en Transfer Pak og enten spillet Pokémon Stadium eller spillet Pokémon Stadium 2. Bytningen er ikke som mellem to Pokémon spil til Game Boy. Når man bytter her, kan man bytte hele Bokse af gangen. Ydermere kan man nøjes med at overføre dem og dermed kun føre Pokémon den ene vej. Pokémon Stadium og Pokémon Stadium 2 giver desuden mulighed for at bytte direkte mellem to Pokémon Game Boy spil, hvis man har en ekstra Transfer Pak.
Det bemærkes altså, at man på ingen måde kan overføre Pokémon fra Game Boy Advance spillene til nogle af de spil der blev udgivet før. Dette skyldes bl.a., at linkkablerne mellem to Game Boy's og to Game Boy Advance's ikke bruger samme elektriske spænding.

## Andre versioner

### Pokémon Green
Pokémon Green (ポケットモンスター 緑 Poketto Monsutā Midori, "Pocket Monsters Green") var det spil der originalt blev udgivet samtidig med Pokémon Red i Japan. Det blev dog aldrig udgivet i hverken Europa eller USA, da den i stedet blev erstattet med den forbedrede Pokémon Blue. Genudgivelsen ved navn Pokémon LeafGreen repræsenterer den dog, i stedet for Blue.

### Pokémon Yellow
Pokémon Yellow (ポケットモンスターピカチュウ Poketto Monsutā Pikachū) er det fjerde spil i Pokémon serien i Japan, og det tredje i Europa og USA. Spillet er en forbedret udgave af dens forgængere og blev udgivet af Nintendo i Japan d. 12. september 1998, i USA d. 1. oktober 1999 og i Europa d. 16. juni 2000. i USA blev spillet også kendt under titlen Pokémon: Special Pikachu Edition, og det var det sidste spil i den originale Game Boy.
Historien og gameplayet i spillet er grundlæggende det samme som i dens to forgængere, dog indeholder det ændringer der gør at spillet minder mere om anime-serien. Ligesom Ash Ketchum, modtager man i spillet en Pikachu som starterpokémon. Helt unikt for denne er, at den vil gå bag ved ens figur og til tider vise små talebobler der fortæller hvordan den har det. Hvis man vender sig om og prøver at snakke med den vil en boks vise sig, der viser Pikachus ansigt og humør, hvilket kan strække sig fra at være morderisk til nysgerrig, og endda fuld af kærlighed.
Andre ændringer er udvalget af Pokémon der kan fanges, at man kan få Pokémon Red og Blues tre starterpokémon fra NPCer, og at figurene Jessie, James, og Meowth fra animeen også er med i spillet.